# Glodu (okręg Suczawa)
Glodu – wieś w Rumunii, w okręgu Suczawa, w gminie Panaci. W 2011 roku liczyła 273 mieszkańców. 